# Artoer Joesoepov (schaker)

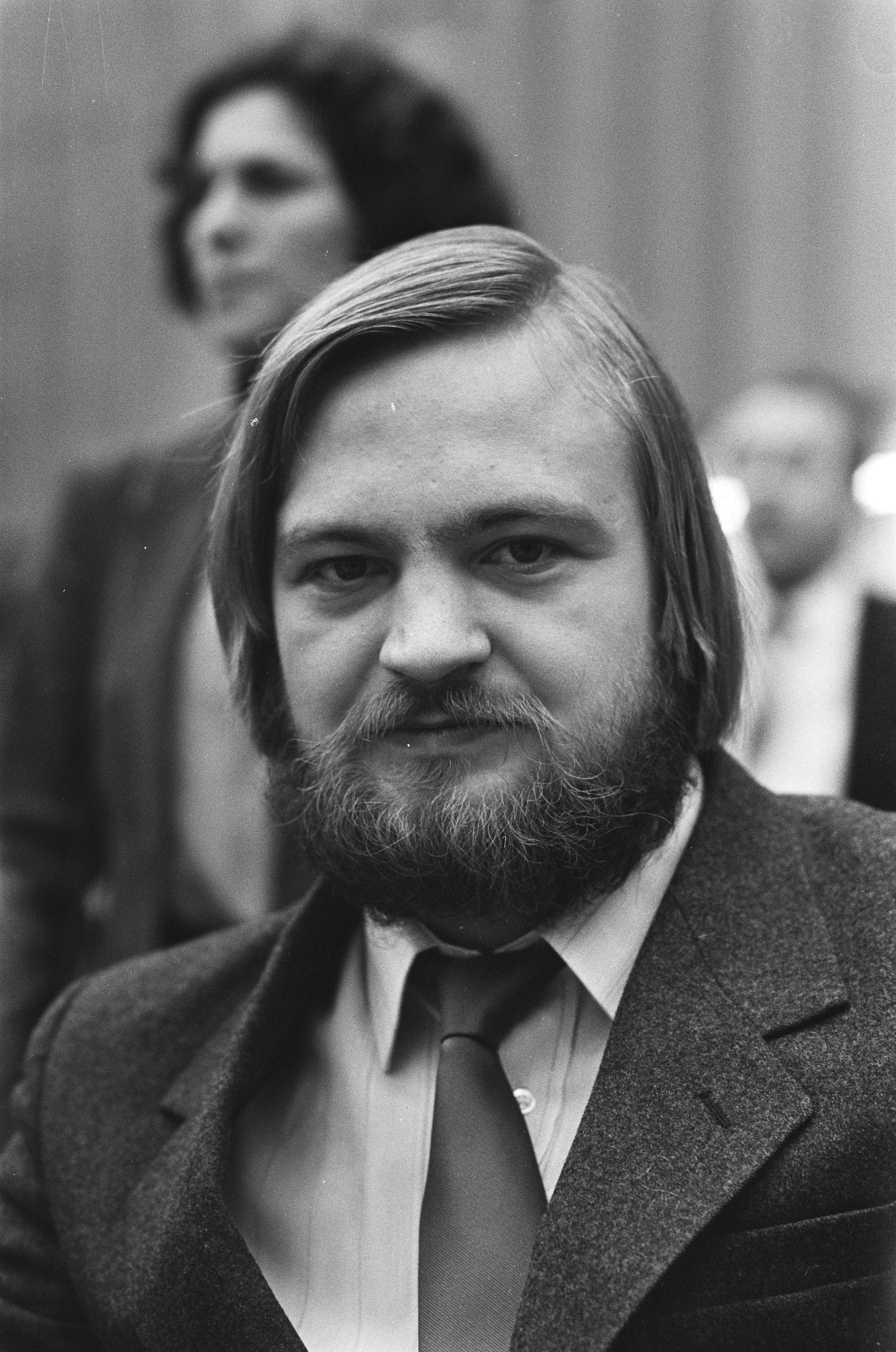
Artoer Joesoepov, 1986

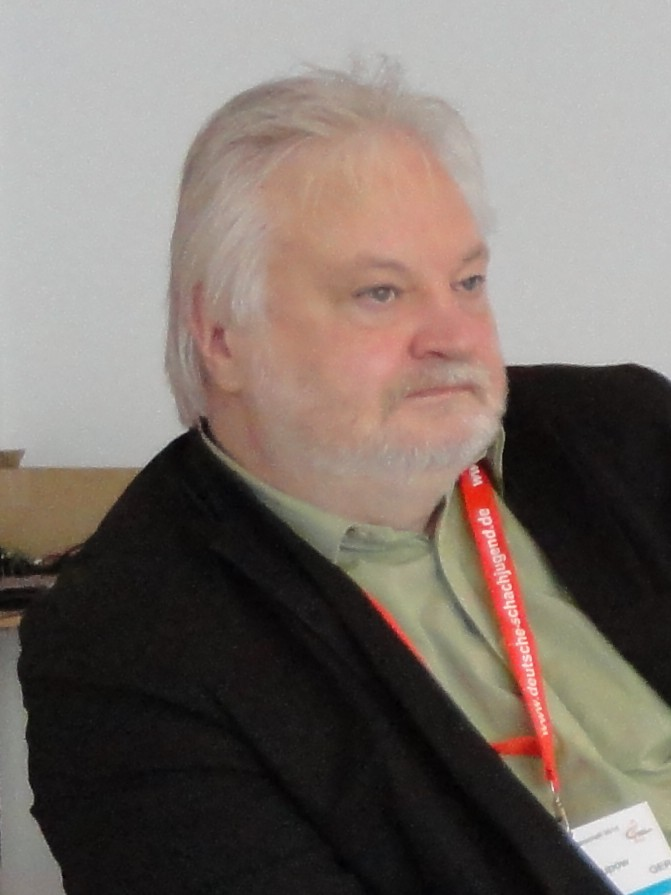
Artoer Joesoepov, 2015

Artoer Majakovitsj Joesoepov (Russisch: Артур Маякович Юсупов, Duits: Artur Jussupow) (Moskou, 13 februari 1960) is een Duits-Russische schaker en schaak-auteur. Sinds begin jaren 90 woont hij in Duitsland. Sinds 1980 is hij een internationaal FIDE grootmeester (GM).

## Carrière
Artoer Joesoepov leerde het schaken op zesjarige leeftijd en volgde trainingen aan het Young Pioneers' Palace in Moskou.
- In 1977 was hij wereldkampioen bij de jeugd, waarmee hij de titel Internationaal Meester (IM) verkreeg.
- In 1979 eindigde hij op de tweede plaats na Jefim Geller in het toernooi om het kampioenschap van de USSR.
- In 1980 won hij in Esbjerg en werd hij grootmeester.
- In 1982 won hij in Jerevan.
- In 1984, 1986 en 1988 speelde hij in de Schaakolympiade.
- In 1985 won hij het interzonetoernooi in Tunis. Daarna won hij het kandidatentoernooi van 1985 in Montpellier[2] en ging door naar de kandidatenmatches van 1986; hier versloeg hij Jan Timman, maar verloor van Andrei Sokolov. In 1989 speelde hij weer in het kandidatentoernooi, maar verloor nu van Anatoli Karpov. Ook in 1992 was hij deelnemer en werd toen verslagen door Jan Timman.
- In 1986 won hij het open schaakkampioenschap van Canada.
- Joesoepov eindigde in Linares in 1983 gedeeld vierde en in 1988 op de derde plaats; in 1991 werd hij op dit toernooi vierde, gelijk met Jon Speelman.

Begin jaren negentig kwam Joesoepov op een dag thuis in zijn appartement in Moskou en stuitte op inbrekers. In het gevecht dat ontstond werd hij beschoten; hij vindt dat hij geluk heeft dat hij het overleefde. Niet lang daarna verhuisde Joesoepov vanuit Rusland naar Duitsland, waar hij in 1992 ook de Duitse nationaliteit kreeg.
- Hij won in Hamburg (1991), in Amsterdam (1994) en werd tweede op het categorie-18-toernooi in Horgen (1994).
- In juli 1995 bereikte zijn Elo-rating de waarde 2680.
- Het 30e World open dat plaatsvond in juli 2002 in Philadelphia, eindigde in een gelijke stand van negen spelers aan de top met 7 punten uit negen ronden. Na de tie-break werd Joesoepov derde.
- In 2005 won hij rapid-toernooi van Basel.
- In februari 2005 won Joesoepov in Altenkirchen het toernooi om het kampioenschap van Duitsland met 7 pt. uit negen ronden.
- In mei 2005 eindigde Joesoepov in het Global Chess Challenge toernooi in Minneapolis met 7 punten op een gedeelde tweede plaats.
- In juni 2005 won Joesoepov samen met Manuel Bosboom en Daniël Stellwagen het toernooi om het rapidschaak-kampioenschap van Apeldoorn.
- In september 2005 nam Joesoepov in Nordhorn bij het Nordhorner Schaakfestival deel aan het rapidschaak-toernooi en behaalde daar 5 punten uit 7 ronden.

## Overige vermeldenswaardigheden
In 1999 publiceerde Joesoepov een boek over de Russische opening (ook Petrov-verdediging genoemd). In die periode was hij een gezaghebbende expert op het gebied van de opening. Ook was hij een erkend expert op het gebied van de Lasker-verdediging binnen het Geweigerd damegambiet, waarbij veel nieuwe ideeën aanleverde voor een meer dan honderd jaar oude schaakopening.
"Doelgerichtheid" en "geestelijke kracht" zijn volgens de Russische grootmeester en auteur Alexei Suetin twee van Joesoepovs eigenschappen. Suetin omschreef hem als "een speler met een rationele, positionele stijl. Hij heeft grote technische vaardigheid in het eindspel en gedetailleerde kennis van de door hem gebruikte openingen. Hij is het minst van alles afhankelijk van inspiratie; elk van zijn zetten is gebaseerd op zorgvuldige analyse."
Gedurende zijn gehele carrière werd Joesoepov gecoacht door zijn mentor Internationaal Meester Mark Dvoretsky, een van de beste schaaktrainers op de wereld. Joesoepov erkent ook dat de invloed van Dvoretsky hem heeft geholpen bij veel grote overwinningen. Een ander resultaat van hun samenwerking was het opzetten van de Dvoretsky–Joesoepov schaakopleiding. Tot de studenten van deze opleiding behoorden de sterke grootmeesters Peter Svidler, Sergei Movsesian en Vadim Zvjaginsev. In 2005 verkreeg Joesoepov de titel FIDE Senior Trainer. Joesoepov was diverse malen co-auteur van boeken van Dvoretsky en hij was secondant en adviseur van zowel Viswanathan Anand als Peter Leko tijdens hun matches om het wereldkampioenschap.
Hij is een vriend en trainingpartner van de Russische GM Sergey Dolmatov. Ook Dolmatov werd getraind door Dvoretsky en hij werd, net als Joesoepov, wereldkampioen bij de junioren (in 1978).

## Partij tegen Nogueiras
In 1985 speelde hij, in het kandidatentoernooi in Montpellier, tegen Jesus Nogueiras de volgende partij:
Joesoepov – Nogueiras
Montpellier, 1985
Slavische verdediging, Eco-code D 44
1.d4 d5 2.c4 e6 3.Pc3 c6 4.Pf3 Pf6 5.Lg5 Pbd7 6.cxd5 exd5 7.e3 Ld6 8.Ld3 Pf8 9.Pe5 Db6 10.0-0 Lxe5 12.dxe5 Pg4 12.Da4 Dxb2 13.Tac1 Ld7 14.Dd4 f6 15.exf6 gxf6 16.Lxf6 Tg8 17.Pb5 Dxb5 18.Lxb5 Pe6 19.Db2 cxb5 20.Lh4 (1–0) (diagram)

## Partij tegen Kasparov
De volgende partij won Joesoepov bij de Wereldbeker schaken 1988/89 in Barcelona, spelend met wit tegen wereldkampioen Garri Kasparov.
Joesoepov – Kasparov
Barcelona, 1 april 1989
Konings-Indische verdediging, Eco-code E92
1.Pf3 Pf6 2.c4 g6 3.Pc3 Lg7 4.e4 d6 5.d4 0–0 6.Le2 e5 7.d5 a5 8.Lg5 h6 9.Lh4 Pa6 10.Pd2 De8 11.0–0 Ph7 12.a3 Ld7 13.b3 f5 14.exf5 gxf5 15.Lh5 Dc8 16.Le7 Te8 17.Lxe8 Dxe8 18.Lh4 e4 19.Dc2 Dh5 20.Lg3 Tf8 21.Lf4 Dg4 22.g3 Pg5 23.Kh1 Pf3 24.Tac1 Pc5 25.Pxf3 Dxf3+ 26.Kg1 Pd3 27.Dd2 Ld4 28.Tc2 Kh7 29.h3 Tg8 30.Kh2 Dh5 31.Pd1 Pe5 32.f3 Pd3 33.Pe3 Pxf4 34.gxf4 Lb6 35.Df2 Dg6 36.Te2 Lc5 37.fxe4 fxe4 38.f5 Dh5 39.Td2 Tg5 40.Df4 De8 41.Pg4 (1–0) (diagram)

## Boeken
- Yusupov, Artur (2007). Build Up Your Chess with Artur Yusupov: The Fundamentals. Quality Chess. ISBN 978-1-906552-01-5.
- Yusupov, Artur (2008). Build Up Your Chess with Artur Yusupov: Beyond the Basics. Quality Chess. ISBN 978-1-906552-10-7.
- Dvoretsky, Mark (2006). Secrets of Chess Training. Olms. ISBN 978-3-283-00515-3.
- Mark Dvoretsky (2007). Secrets of Opening Preparation. Olms. ISBN 978-3-283-00516-0.
- Mark Dvoretsky (2008). Secrets of Endgame Technique. Olms. ISBN 978-3-283-00517-7.
- Mark Dvoretsky (2008). Secrets of Positional Play. Olms. ISBN 978-3-283-00518-4.
- Mark Dvoretsky (2009). Secrets of Creative Thinking. Olms. ISBN 978-3-283-00519-1.
- Artur Yusupov (2010) Boost your Chess 2 - Beyond the Basics. Quality Chess. ISBN 978-1-906552-43-5.
- Artur Yusupov (2011) Boost your Chess 3 - Mastery. Quality Chess. ISBN 978-1-906552-44-2.
- Artur Yusupov (2011) Chess Evolution 1. Quality Chess. ISBN 978-1-906552-45-9.
- Artur Yusupov (2012) Chess Evolution 2. Quality Chess. ISBN 978-1-906552-46-6.
- Artur Yusupov (2013) Chess Evolution 3. Quality Chess. ISBN 978-1-906552-47-3.